# Торії Кійонобу Старший
Торії Кійонобу Старший (бл. 1664 — 22 серпня 1729) — японський художник, гравер періоду Едо у жанрі укійо-е. Став засновником малярської школи Торії.

## Життєпис
Другий син Торіі Кіёмото, відомого актора Кабукі й виробника театральних афіш і плакатів. Кійонобу народився близько 1664 року в Осаці. Навчався в батька виготовляти афіші й плакати. У 24 роки перебрався з родиною до Едо. На той час був художником-початківцем. Згодом опинився під творчим впливом художника Хісікава Моронобу, але постійно шукав власний стиль. Також став займатися ілюструванням книг.
У 1687 році вийшла в світ перша ілюстрована ним книга, а приблизно в 1700 р Кійонобу створив свою першу гравюру ручної розмальовки за мотивами, навіяним спектаклями Кабукі. Незабаром стали модними портрети акторів його роботи. У 1710 році він видав книгу з портретами куртизанок і красунь Йосівари.
Театральні художники довгий час дотримувалися техніки, яку він розробив. Найбільш уславилися серед його учнів Торії Кійомасу, Торії Кійоміцу, Торії Кійосіґе.

## Творчість

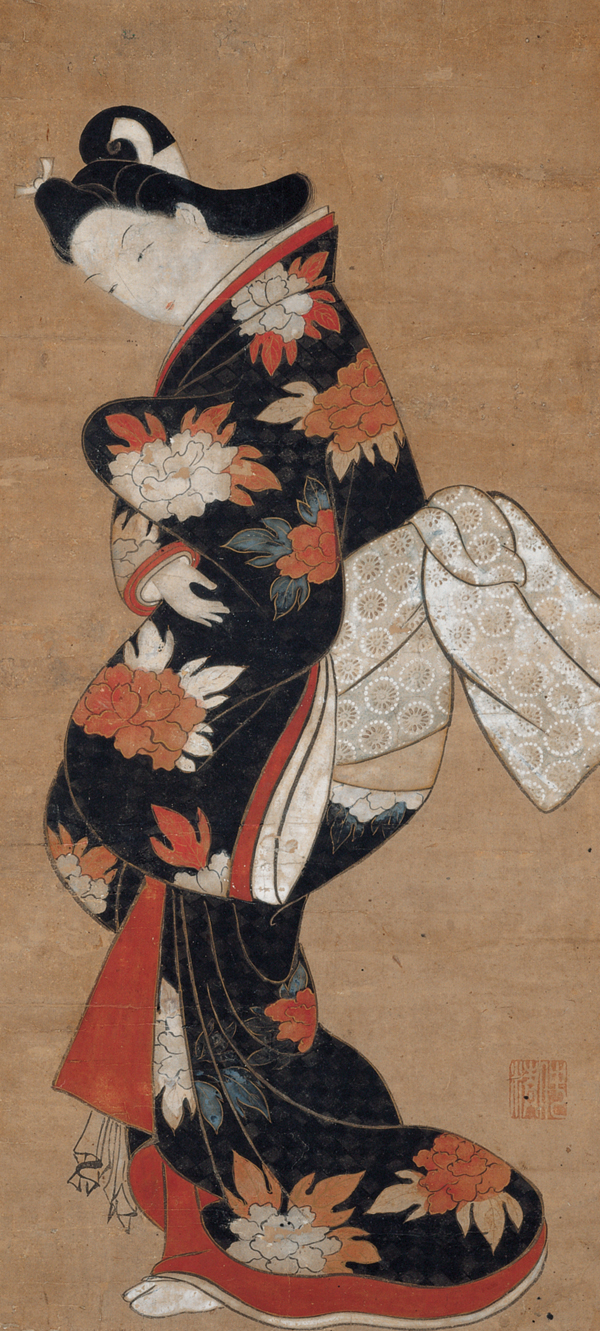
Красуня в чорному"

Торії Кійонобу Старший створив власний стиль і став родоначальником жанру якуся-е — портретів акторів на афішах. плакатах і в станковій гравюрі. Малював у великих форматах, які потім розфарбовував від руки. Новаторство полягало в зображенні героїв в більшій експресивності. Художник зображував акторів в кульмінаційні, драматичні моменти вистави. Для того щоб надати композиціям велику пристрасть Торії Кійонобу винайшов особливий тип малюнка мімідзуґакі («хробакоподібні»): хвилясті лінії, що чергуються тонкими і товстими рисками з поєднанням з гротескним зображенням м'язів рук і ніг (хьотан-асі). Акторів зображував в спеціально прийнятих ними позах («міе») в ролі арагото (хоробрих героїв). Героїв художник фарбував помаранчевим коліром, який вважався шляхетним, а лиходії зображував — синім. Найвідомішим є зображення актора Цуцуй Кітідзюро
Також створював роботи в жанрі бідзінага. Образи його красунь відрізнялися від портретів лідера цього жанру Кайґецудо Андо. Вони демонстрували силу мистецького хисту майстра, який поклав початок новому напряму в жіночому портреті. Прикладом цього є картина «Красуня в чорному».
Крім того, виготовляв ілюстрації до друкованих книг, що зображували драми кабукі, а також видавав окремі гравюри. Чорно-біле відтиснення великого формату тонирував від руки охрою або кіноваром різних відтінків. Опублікував 2 об'ємних альбоми гравюр «Фюрю йомо бйобу» і «Кейсей ехон».